# Almendrales (metrostation)
Almendrales is een metrostation in het stadsdeel Usera van de Spaanse hoofdstad Madrid. Het station werd geopend op 21 april 2007 en wordt bediend door lijn 3 van de metro van Madrid.